# Lüganuse
Lüganuse – okręg miejski w Estonii, w prowincji Virumaa Wschodnia, w gminie Lüganuse.